# Happy Nation
Cet article concerne l'album. Pour la chanson homonyme, voir Happy Nation (chanson).
Albums de Ace of Base
The Bridge
(1995)
Happy Nation (aussi connu sous le titre The Sign) est le premier album studio du groupe suédois Ace of Base.

## Développement
Happy Nation est commercialisé en 1993 en Europe, en Afrique et dans les pays d'Amérique du Sud au label discographique Festival Records. L'album s'est classé premier dans 14 pays et a été vendu à plus de 23 millions d'exemplaires. Il est de nouveau commercialisé en Europe sous le titre Happy Nation U.S. Version le 25 septembre 1993 en parallèle à la date de sortie nord-américaine, sous le titre The Sign. The Sign est sorti aux États-Unis le 23 novembre 1993. Les deux versions contiennent de nouveaux titres.
Plusieurs chansons de cet album, comme The Sign, All That She Wants et Don't Turn Around, atteignent la première place des classements aux États-Unis, en Europe, et en Afrique du Nord. Happy Nation/The Sign fait également partie de la liste du Top 100 Best-selling Albums of All Time de Recording Industry Association of America (RIAA).

## Liste

### Happy Nation
1. Voulez-Vous Danser
2. All That She Wants (Jonas « Joker » Berggren ; Ulf « Buddha » Ekberg)
3. Münchhausen (Just Chaos)
4. Happy Nation (Faded Edit)
5. Waiting for Magic
6. Fashion Party
7. Wheel of Fortune
8. Dancer in a Daydream
9. My Mind (Mindless Mix)
10. Wheel of Fortune (Original Club Mix)
11. Dimension of Depth (Instrumental)
12. Young and Proud (Jonas « Joker » Berggren ; Ulf « Buddha » Ekberg)
13. All That She Wants (Banghra Version)

### Happy Nation (US Version)
| No  | Titre                                  | Producteur(s)                            | Durée |
| --- | -------------------------------------- | ---------------------------------------- | ----- |
| 1.  | All That She Wants                     | Denniz Pop, Jonas Berggren, Ulf Ekberg   | 3:30  |
| 2.  | Don't Turn Around                      | Per Adebratt, Tommy Ekman                | 3:51  |
| 3.  | Young and Proud                        | Jonas Berggren, Ulf Ekberg               | 3:54  |
| 4.  | The Sign                               | Denniz Pop, Jonas Berggren, Douglas Carr | 3:09  |
| 5.  | Living in Danger                       | Per Adebratt, Tommy Ekman                | 3:44  |
| 6.  | Voulez-Vous Danser (Alternate Version) | Jonas Berggren, Ulf Ekberg, T.O.E.C.     | 3:21  |
| 7.  | Happy Nation                           | Jonas Berggren; Ulf Ekberg               | 4:13  |
| 8.  | Hear Me Calling                        | Jonas Berggren, Ulf Ekberg               | 3:52  |
| 9.  | Waiting for Magic (Total Remix 7")     | Ulf Ekberg, Stonestream                  | 3:49  |
| 10. | Fashion Party                          | Jonas Berggren, Ulf Ekberg               | 4:11  |
| 11. | Wheel of Fortune                       | Jonas Berggren, Ulf Ekberg, T.O.E.C.     | 3:54  |
| 12. | Dancer in a Daydream                   | Jonas Berggren, Ulf Ekberg               | 3:39  |
| 13. | My Mind (Mindless Mix)                 | Jonas Berggren, Ulf Ekberg               | 4:10  |
| 14. | All That She Wants (Banghra Version)   | Denniz Pop, Jonas Berggren, Ulf Ekberg   | 4:14  |
| 15. | Happy Nation (Remix)                   | Jonas Berggren, Ulf Ekberg, Douglas Carr | 3:44  |

### The Sign
| No  | Titre                                  | Producteur(s)                            | Durée |
| --- | -------------------------------------- | ---------------------------------------- | ----- |
| 1.  | All That She Wants                     | Denniz Pop, Jonas Berggren, Ulf Ekberg   | 3:30  |
| 2.  | Don't Turn Around                      | Per Adebratt, Tommy Ekman                | 3:51  |
| 3.  | Young and Proud                        | Jonas Berggren, Ulf Ekberg               | 3:54  |
| 4.  | The Sign                               | Denniz Pop, Jonas Berggren, Douglas Carr | 3:09  |
| 5.  | Living in Danger                       | Per Adebratt, Tommy Ekman                | 3:44  |
| 6.  | Dancer in a Daydream                   | Jonas Berggren, Ulf Ekberg               | 3:39  |
| 7.  | Wheel of Fortune                       | Jonas Berggren, Ulf Ekberg, T.O.E.C.     | 3:54  |
| 8.  | Waiting for Magic (Total Remix 7")     | Ulf Ekberg, Stonestream                  | 3:49  |
| 9.  | Happy Nation                           | Jonas Berggren; Ulf Ekberg               | 4:13  |
| 10. | Voulez-Vous Danser (Alternate Version) | Jonas Berggren, Ulf Ekberg, T.O.E.C.     | 3:21  |
| 11. | My Mind (Mindless Mix)                 | Jonas Berggren, Ulf Ekberg               | 4:10  |
| 12. | All That She Wants (Banghra Version)   | Denniz Pop, Jonas Berggren, Ulf Ekberg   | 4:14  |

## Singles

### Happy Nation
- Wheel of Fortune (Europe)
- All That She Wants (International)
- Happy Nation (Europe)
- Waiting for Magic (Scandinavie)

### Happy Nation U.S. version / The Sign
- All That She Wants (International)
- The Sign  (International)
- Don't Turn Around (International)
- Living in Danger (International)
- Happy Nation (Australie, Royaume-Uni, Amérique Latine et Allemagne)

## Classements

### Charts
| Chart                           | meilleure position |
| ------------------------------- | ------------------ |
| Charts Argentin                 | 1                  |
| ARIUA CHART - Charts Autrichien | 9                  |
| Chaets australien               | 3                  |
| Canadian Albums Chart           | 1                  |
| Chart danois                    | 1                  |
| Chart néerlandais               | 2                  |
| Charts français                 | 1                  |
| Charts Allemand                 | 1                  |
| Charts Grec                     | 1                  |
| Chart hongrois                  | 1                  |
| Chart israelien                 | 1                  |
| Chart japonais                  | 1                  |
| Chart Neo-zélandais             | 1                  |
| Chart norvégien                 | 1                  |
| Chart portugais                 | 1                  |
| Chart espagnol                  | 5                  |
| Chart suisse                    | 2                  |
| Chart suédois                   | 3                  |
| UK Albums Chart                 | 1                  |
| US Billboard 200                | 1                  |

### Classement de décennie
| Classement (1990–1999) | Meilleure position |
| ---------------------- | ------------------ |
| U.S. Billboard 200     | 34                 |